# Echo en Narcissus
Echo and Narcissus is een schilderij van de Engelse kunstschilder John William Waterhouse, geschilderd in 1903, olieverf op doek, 109,2 × 189,2 centimeter groot. Het toont Narcissus, verliefd op zijn eigen spiegelbeeld, en de nimf Echo, die zijn aandacht niet kan trekken. Het werk werd direct na voltooiing gekocht door de Walker Art Gallery te Liverpool, waar het nog steeds te zien is.

## Echo en Narcissus
Het verhaal van Echo en Narcissus is vooral bekend van Ovidius, die deze Griekse mythe in Latijnse dichtvorm heeft overgeleverd (Metamorfosen 3.339-510). Narcissus was een mooie jongeman die helemaal leefde voor de jacht. Hij had al heel wat harten sneller doen kloppen, maar wilde niets van liefde weten: hij wees iedereen af. Echo was een nimf die getroffen was door een vloek die het haar onmogelijk maakte een gesprek te beginnen: ze kon enkel anderen napraten.
Op een dag zag Echo de mooie Narcissus tijdens een jacht in de bergen. Ze werd meteen verliefd en volgde hem waar hij ook ging. Een redelijke communicatie bleek echter niet mogelijk. Toen Narcissus ook haar vervolgens afwees, trok Echo zich terug in de grotten waar ze volledig wegkwijnde, waarna uiteindelijk alleen haar stem overbleef.
Narcissus verging het niet veel beter. Hij kwam op een dag bij een heilige vijver met kristalhelder water. Toen hij zich voorover boog om eruit te drinken zag hij zijn eigen spiegelbeeld, maar dacht dat het een geest was die in de vijver leefde. Hij werd vervolgens zo getroffen door de schoonheid van de beeltenis in het water dat hij er voortdurend naar bleef staren: hij werd verliefd op zichzelf. Telkens echter als hij zich uitstrekte om de beeltenis in het water te omhelzen, verdween deze in de waterrimpelingen, een handeling die zich telkens herhaalde. Narcissus werd daar zo verdrietig van dat ook hij wegkwijnde, tot er uiteindelijk enkel nog een bloem van hem overbleef, narcis geheten.

## Afbeelding

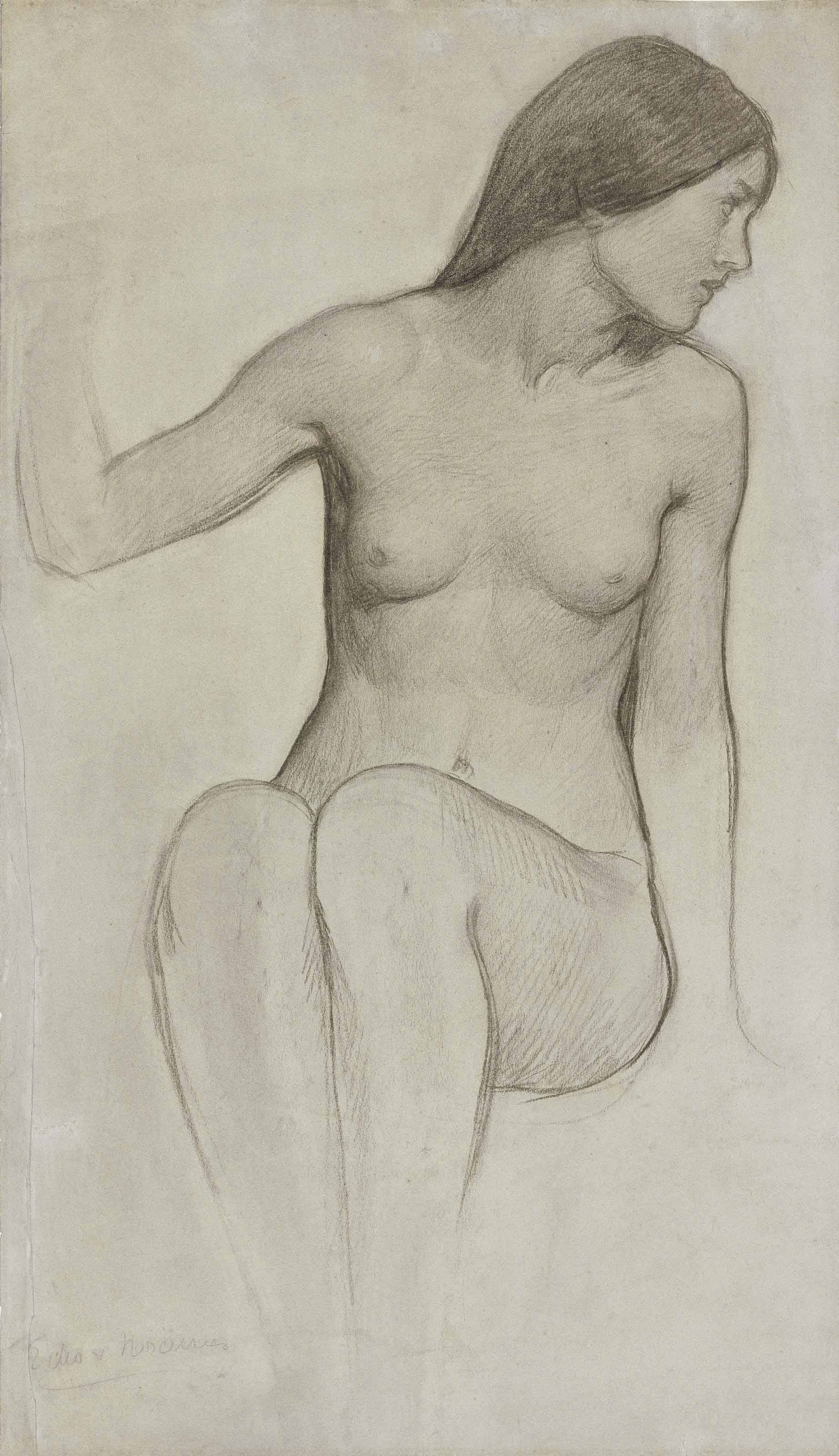
Studie voor Echo, 1903.

Waterhouse verbindt de verwante mythes van Echo en Narcissus met elkaar, door hen beide bij de vijver te plaatsen. In zijn kenmerkende estheticistische stijl legt hij de nadruk op hun schoonheid, op melancholische wijze gekoppeld aan de tragiek van de psychologische afstand. De liggende, verkorte pose van Narcissus biedt een helder zicht op zijn slanke lijf en de weerspiegeling van zijn hoofd, schouders en handen in het water. Waterhouse lijkt hem te vangen net op het moment dat hij zichzelf voor de eerste keer aanschouwt. Echo zit vlak bij hem, maar kan hem niet bereiken. Deze compositorische verhoudingen benadrukken het schrijnende van het verhaal, handelend over een dubbel onbereikbare liefde: Echo weet nooit de aandacht van Narcissus te trekken en Narcissus zal nooit verenigd worden met zijn spiegelbeeld. Bij diens blote voet is al een narcis te zien, ten teken dat het wegkwijnen reeds heeft ingezet.
Waterhouse richt zich in Echo and Narcissus op de complexiteiten van een onvervulde begeerte. Echo zit ongemakkelijk en wankel op een steen en blijkt voor altijd gescheiden van haar geliefde aan de overkant, hoe dichtbij en bereikbaar hij ook lijkt. Ook Narcissus vindt geen voldoening. Het vruchteloze gebaar van zijn rechterhand kan zijn geliefde beeltenis niet beroeren. De diepe donkere poel waarin hij staart, is net als in Hylas and the nymphs te zien als een toegang tot de onderwereld. Net als bij andere doeken die Waterhouse in deze periode maakte, is de omgeving een archaïsch Engels boslandschap, hetgeen symbool staat voor onbereikbaarheid.

## Freud
Waterhouse schilderde Echo and Narcissus in een periode waarin ook de psychoanalyse van Sigmund Freud haar voedingsbodem vond. Slechts enkele jaren na de voltooiing van het schilderij ontvouwde Freud zijn opzienbarende theorieën over de mythe van Narcissus, in een essay over Leonardo da Vinci uit 1910 en in zijn Zur Einführung des Narzißmus uit 1914. Hij typeert narcistische persoonlijkheden als mensen die een probleem hebben in hun relatie met 'externe objecten' en dien ten gevolge sterk gepreoccupeerd zijn met zichzelf. Het kan uitmonden in een patroon van grootheidswaan, behoefte aan bewondering en gebrek aan inlevingsgevoel, zelden leidend tot satisfactie. Reeds in 1903 tekenen deze diverse van Freuds inzichten zich af in het werk van Waterhouse, ook bij Echo, aldus te interpreteren op meerdere niveaus.